# Герман Денис Сергійович
Дени́с Сергі́йович Ге́рман (29 вересня 1989 — 11 вересня 2021) — солдат 74-го окремого розвідувального батальйону Збройних Сил України, учасник російсько-української війни.

## Життєпис
Народився 29 вересня 1989 року в Запоріжжі.
Закінчив Класичний приватний університет, здобув вищу освіту за спеціальністю «Правознавство» і кваліфікацію магістра права.
Контракт зі Збройними силами України підписав у 2019 році. А на фронт потрапив у січні 2020-го.
Загинув 11 вересня 2021 року на командно-спостережному пункті поблизу с. Новогнатівка Волноваського району на Донеччині, отримавши під час нічного артилерійського обстрілу тилової позиції ЗСУ наскрізні осколкові поранення бокової частини тулуба.
Похований 14 вересня на цвинтарі святого Миколая у Запоріжжі.
Залишилися батьки та сестра.

## Нагороди
- Указом Президента України № 576/2021 від 15 листопада 2021 року, «за особисту мужність, виявлену у захисті державного суверенітету та територіальної цілісності України, сумлінне і бездоганне служіння Українському народові», нагороджений орденом «За мужність» III ступеня (посмертно)[1].